# Karl Bernhard Hundeshagen
Karl Bernhard Hundeshagen (* 30. Januar 1810 in Friedewald bei Hersfeld; † 2. Juni 1872 in Bonn) war ein deutscher reformierter Theologe.

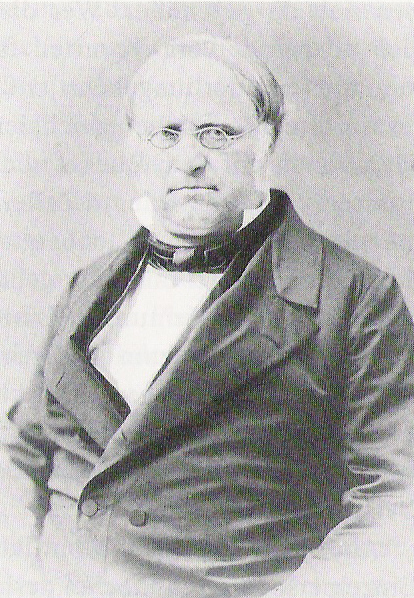
K. B. Hundeshagen

## Leben
Karl Bernhard Hundeshagen war ein Sohn des Forstwissenschaftlers und „forstlichen Klassikers“ Johann Christian Hundeshagen (1783–1834). Er studierte in Gießen, wurde 1825 Mitglied der Alten Gießener Burschenschaft Germania und (nach der Zwangsexmatrikulation wegen seiner Zugehörigkeit zur Burschenschaft) in Halle (Saale) Theologie. Er habilitierte sich 1831 an der Universität Gießen für die Fächer der Kirchengeschichte und Exegese. Wegen seiner Mitgliedschaft in der Burschenschaft und da er einem Teilnehmer des Frankfurter Wachensturms geholfen hatte, war er auf der Flucht. Im Zuge der Demagogenverfolgung wurde er im Schwarzen Buch der Frankfurter Bundeszentralbehörde (Eintrag Nr. 764) festgehalten.
Im Herbst 1834 folgte er einem Ruf als außerordentlicher Professor an die Universität Bern, wo er 1841/42 das Rektorat innehatte und 1845 in eine ordentliche Professur aufstieg. 1847 ging er als ordentlicher Professor an die Universität Heidelberg. Nach einem Konflikt mit der badischen Landeskirche folgte er im Herbst 1867 einem Ruf an die Universität Bonn.
Hundeshagens Forschungsschwerpunkte waren die Kirchengeschichte des Mittelalters und der Reformation (besonders der Schweizer Reformationsgeschichte) sowie die vergleichende Konfessionskunde. Daneben äußerte er sich auch zu kirchlichen Fragen der Zeit. Viel diskutiert wurde seine anonym erschienene Schrift Der deutsche Protestantismus, seine Vergangenheit und seine heutigen Lebensfragen (1847), in der Hundeshagen eine Kirchenreform auf presbyterial-synodaler Grundlage forderte und sich hiervon eine Erneuerung des nationalen Lebens erhoffte. Im Sinne der Vermittlungstheologie bekämpfte er den theologischen Hegelianismus, aber auch alle Versuche einer konfessionalistischen oder staatskirchlichen Restauration. Hundeshagen trat aus Überzeugung für die Union der evangelischen Hauptkonfessionen Luthertum und Reformiertentum ein, wandte sich aber gegen eine Relativierung der Bekenntnisschriften der Reformationszeit.

## Schriften
- Ueber die mystische Theologie des Johann Charlier von Gerson. In: Zeitschrift für historische Theologie, 1834
- Die Conflikte des Zwinglianismus, Lutherthums und Calvinismus in der Bernischen Landeskirche von 1552 bis 1558. Jenni, Bern 1842. (Digitalisat)
- Über den Einfluss des Calvinismus auf die Ideen vom Staat und staatsbürgerlicher Freiheit. Weingart, Bern 1842. (Digitalisat)
- Der selige Doctor und Professor Johann Ludwig Samuel Lutz in Bern. Ein theologisches Charakterbild. Haller, Bern 1844. (Digitalisat)
- Der deutsche Protestantismus, seine Vergangenheit und seine heutigen Lebensfragen im Zusammenhang der gesamten Nationalentwicklung, beleuchtet von einem deutschen Theologen. Brönner, Frankfurt am Main 1846. (Digitalisat) (3. Auflage 1850)
- Der Weg zu Christo. Vorträge im Dienste der Inneren Mission. Brönner, Frankfurt am Main 1853. (Digitalisat)
- Der Badische Agendenstreit. Aktenstücke sammt einem erläuternden Vorwort. Brönner, Frankfurt a. M. 1859. (Digitalisat)
- Das badische Konkordat: in seiner Rückwirkung auf die Rechtsstellung des evangelischen Religionstheiles im Grossherzogthum Baden. Gutsch, Karlsruhe 1860. (Digitalisat)
- (mit Matthias Schneckenburger): Vorlesungen über Neutestamentliche Zeitgeschichte. Brönner, Frankfurt a. M. 1862. (Digitalisat)
- (mit Matthias Schneckenburger): Vorlesungen über die Lehrbegriffe der kleineren protestantischen Kirchenparteien. Brönner, Frankfurt a. M. 1863. (Digitalisat)
- Beiträge zur Kirchenverfassungsgeschichte und Kirchenpolitik, insbesondere des Protestantismus. Band 1, Niedner, Wiesbaden 1864. (Digitalisat) (Neudruck 1963)
- Sechs Jahre in der Separation. Antwortschreiben an einen Freund im badischen Lande. Groos, Heidelberg 1867.
- Das Luthermonument zu Worms im Lichte der Wahrheit. Gedanken und Thatsachen zur Beantwortung der Frage: Kirche oder Protestantismus? Kirchheim, Mainz 1868. (Digitalisat)
- Ausgewählte kleinere Schriften und Abhandlungen. Nach seinen handschriftlichen Verbesserungen und Ergänzungen. (2 Bände) hrsg. von Theodor Christlieb. Perthes, Gotha 1875. (Digitalisat Band 1), (Band 2)
- Calvinismus und staatsbürgerliche Freiheit. Evangelischer Verlag, Zollikon, Zürich, Schweiz 1946.